# Tzitzicazapa, Tianguistenco
Tzitzicazapa är en ort i Mexiko.   Den ligger i kommunen Tianguistenco och delstaten Mexiko, i den sydöstra delen av landet, 40 km sydväst om huvudstaden Mexico City. Tzitzicazapa ligger 2 889 meter över havet och antalet invånare är 137.
Terrängen runt Tzitzicazapa är lite bergig, och sluttar brant västerut. Runt Tzitzicazapa är det ganska tätbefolkat, med 207 invånare per kvadratkilometer. Närmaste större samhälle är Ocoyoacac, 16,0 km norr om Tzitzicazapa. I omgivningarna runt Tzitzicazapa växer i huvudsak blandskog.